# Малиот одред
„Малиот одред” је југословенска телевизијска серија снимљена 1977. године у продукцији ТВ Скопље.

## Улоге
| Глумац            | Улога |
| ----------------- | ----- |
| Вашо Ангеловски   |       |
| Бошко Дејановски  |       |
| Соња Димитровска  |       |
| Јосиф Јосифовски  |       |
| Кире Печијаревски |       |
| Јоана Поповска    |       |
| Ацо Стефановски   |       |

Комплетна ТВ екипа ▼
| Редитељ              | Благој Андреев      |              |
| Сценариста           | Оливера Николова    | (адаптација) |
| Сценариста           | Видое Видичевски    | (новела)     |
| Продуцент            | Благоја Петрушевски | продуцент    |
| Композитор           | Љупчо Константинов  |              |
| Директор фотографије | Перо Стојановски    |              |
| Сценограф            | Менде Ивановски     |              |
| Костимограф          | Душко Стојановски   |              |